# Flagge Badens

Flagge Badens (1891–1935, 1947–1952)

Die Flagge Badens zeigt eine Kombination von gelb und rot, abgeleitet aus den heraldischen Farben des adligen Hauses Baden, dessen Mitglieder die Markgrafschaft Baden und deren Abspaltungen, sowie das Kurfürstentum Baden und das Großherzogtum Baden regierten.

## Ursprung der Farbgebung
Ursprung und Konstante aller Varianten badischer Banner, Fahnen und Flaggen sind die heraldischen Farben der Adligenfamilie Baden. In der Heraldik wird statt der Farbe Weiß das Metall Silber, und statt der Farbe Gelb das Metall Gold verwendet. Die heraldischen Tinkturen des Hauses Baden sind Rot und Gold. In der Flaggenkunde wird nicht mehr von Metallen gesprochen, sondern statt Gold die Farbe Gelb verwendet. In der Beschreibung der badischen Flagge wird von rot-gelb oder gelb-rot gesprochen.

## Vorläufer der Flagge
Neben dem Wappenschild mit dem roten Querbalken im goldenen Feld verwendete das Haus Baden auch Banner mit dem roten Querbalken im goldenen Feld, wie dies eine 1638 erstellte Darstellung der Schlacht bei Sempach (1386) zeigt. Zuvor erscheinen schon auf den Siegelbildern neben dem Wappen auch Reiterfahnen, wobei hier die Farbgebung mangels einer Schraffur nicht zu erkennen ist.
Aus weiteren mittelalterlichen und frühneuzeitlichen Darstellungen ist abzuleiten, dass es bereits vor Gründung des Großherzogtums markgräflich-badische Fahnen gab.

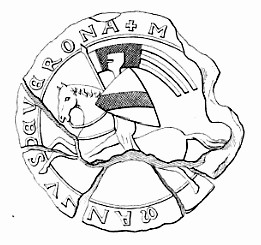
Siegel des Markgrafen Hermann V. von Baden
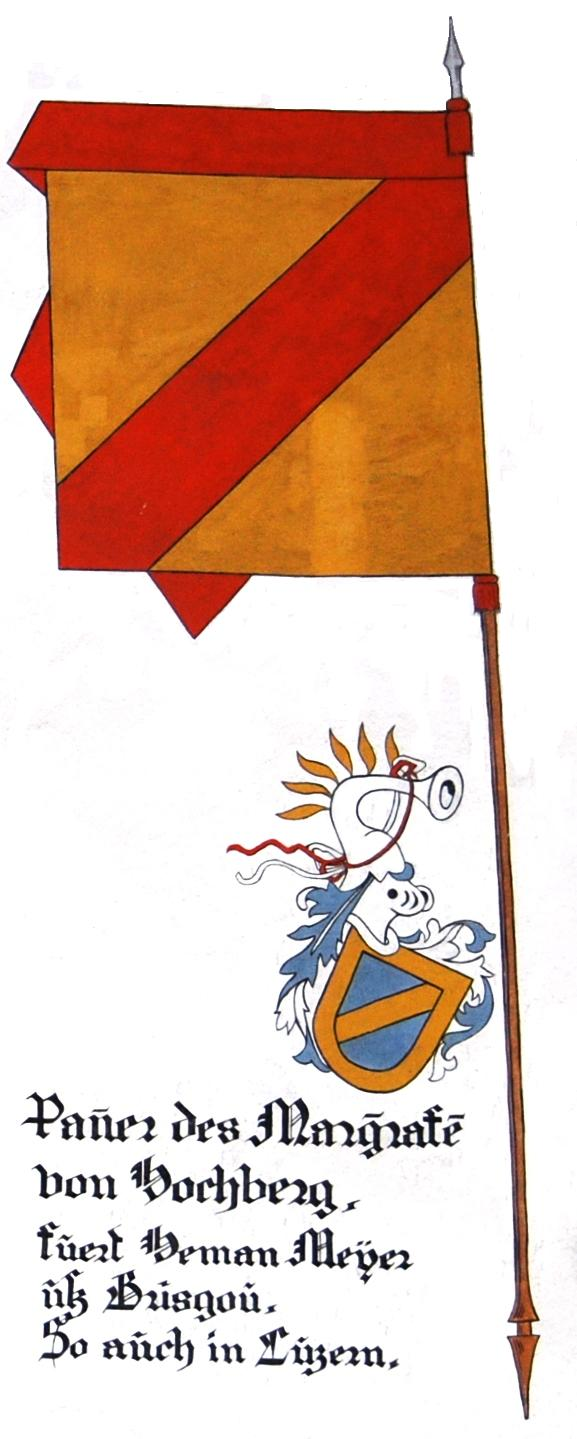
Banner des Markgrafen Otto I. von Baden-Hachberg in der Schlacht von Sempach
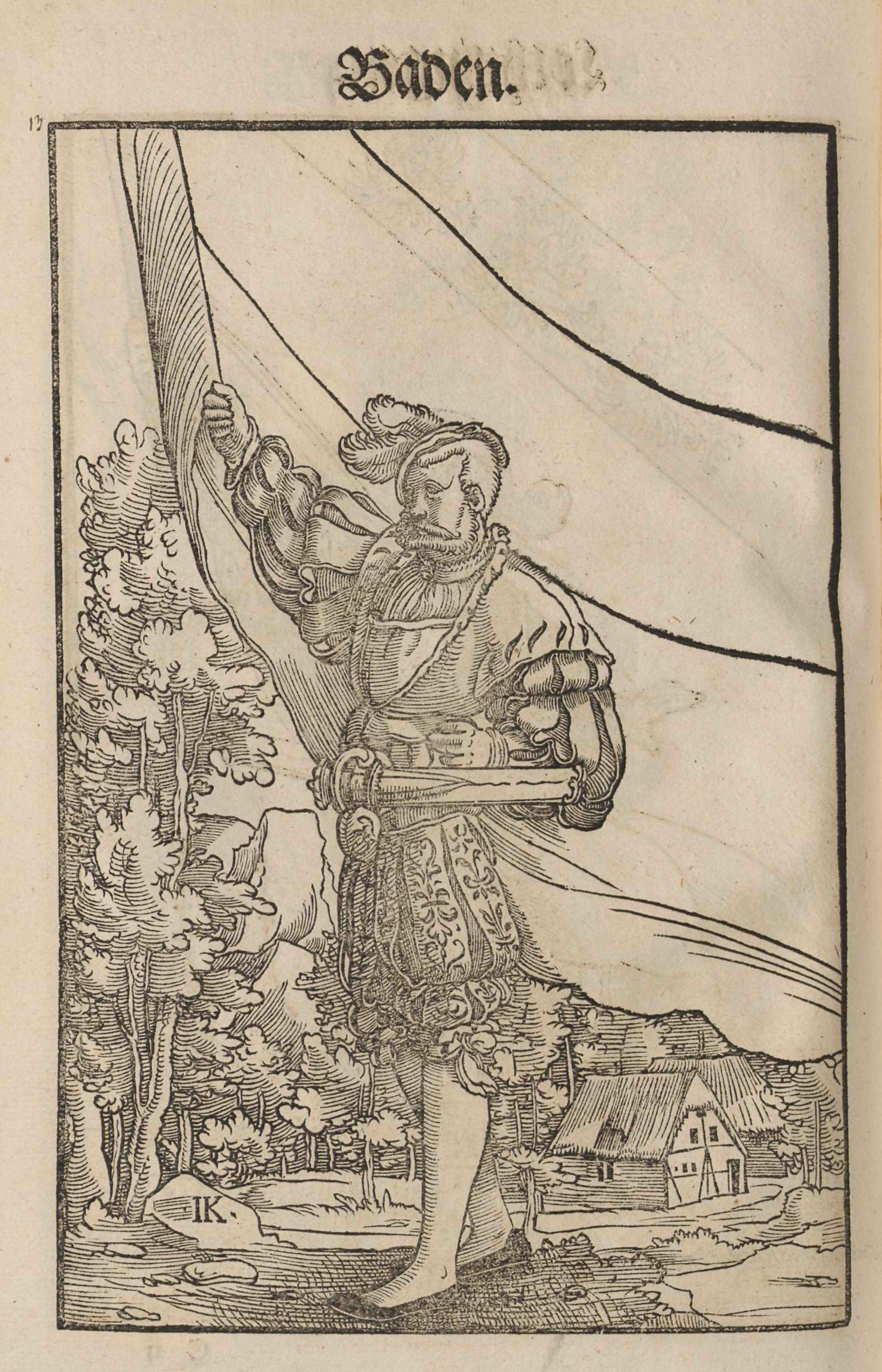
Badische Wappenfahne von 1545

## Flaggen des Kurfürstentums und Großherzogtums

Variante der badischen Flagge, wie sie in der Schifffahrt zeitweise verwendet wurde

Das kurzlebige Kurfürstentum Baden (1803–1806) hatte keine offizielle Landesflagge und das 1806 gebildete Großherzogtum Baden hatte lange Zeit ebenfalls keine. Flaggen wurden hauptsächlich in der Schifffahrt auf dem Rhein (mindestens seit 1838) und dem Bodensee verwendet, wobei sich eine ungeregelte Vielzahl von Formen entwickelte, die jedoch alle auf den Landesfarben rot-gelb beruhten. Es wurden zu gleicher Zeit auch in den verschiedenen Landesteilen unterschiedliche Flaggenvarianten verwendet.
Neben der heraldisch korrekten Farbgebung rot-gelb, gab es auch Varianten in gelb-rot, gelb-rot-gelb, rot-gelb-rot, gelb-rot-gelb-rot-gelb und weiteren Varianten mit mehreren roten und gelben Streifen, mehrheitlich in waagerechter Anordnung aber auch in vertikaler Anordnung vorkommend.
„Es ist mühsam und wahrscheinlich auch unmöglich, die Vielfalt badischer Flaggentypen des 19. Jahrhunderts befriedigend auseinanderzuhalten...“ „Fest steht, daß ausschließlich die Farben Rot und Gelb Bestandteil einer badischen Flagge gewesen sind,...“.

3:5 Flagge von Baden (1855 bis 1891)

Erst der zunehmende Brauch anderer Staaten Europas und des Deutschen Bundes Landesflaggen zu zeigen veranlasste 1855 die großherzogliche Regierung für die eigenen Konsulate eine Flaggenform vorzugeben, wobei es den Konsuln freigestellt blieb, ob sie diese verwendeten, es handelte sich nur um eine Vereinheitlichung für den Fall, dass überhaupt Flagge gezeigt wurde. Diese Form scheint sich auch allgemein durchgesetzt zu haben, während bei der Schifffahrt teilweise weiterhin Varianten verwendet wurden. So wurde auch in dem 1878 erschienenen Werk von Gritzner die badische Landesflagge mit einem roten waagerechten Streifen über einem gelben Streifen dargestellt.
Für die immer wieder zu findende Behauptung, dass die rot-gelbe Bicolour 1871 – also im Zusammenhang mit Gründung des Deutschen Kaiserreichs – als die Flagge des Großherzogtums Baden eingeführt wurde, gibt es keinen Beleg.
Mit Bekanntmachung des Großherzoglichen Staatsministeriums vom 17. Dezember 1891 wurde eine neue Landesflagge bestimmt. Sie zeigt „zwei gelbe und einen rothen Längsstreifen von gleicher Breite“. Zuvor zeigte die Flagge nur „zwei Längsstreifen von denen der obere rot und der untere gelb war“.
Da das Fürstentum Lippe die Landesfarben gelb-rot führte, machte die neue badische Flagge die Unterscheidung etwas leichter.
Neben der Landesflagge gab es die Standarten des großherzoglichen Hauses und Fahnen der Militärverbände, und heute vieler Vereine oder Privatpersonen, die neben den Farben oder einfach auf weißem Grund auch ein badisches Wappen zeigen.

## Die Flaggen badischer Republiken
Nach der Abschaffung der Monarchie am Ende des Ersten Weltkriegs wurde die Republik Baden gegründet, die diese Trikolore weiterhin benutzte. Nachdem die Nationalsozialistische Deutsche Arbeiterpartei 1933 in Deutschland an die Macht gekommen war, wurden die einzelnen deutschen Staaten und ihre Symbole schließlich unterdrückt. Nach dem Zweiten Weltkrieg wurde die südliche Hälfte von Baden Teil der Französischen Besatzungszone und 1949 als Bundesland Baden Teil der Bundesrepublik Deutschland. Südbaden legte die gelb-rot-gelbe Trikolore als seine Flagge fest. Im Jahr 1952 wurde das Bundesland Baden Teil des Landes Baden-Württemberg, womit die badische Fahne ihren offiziellen Charakter verlor.

## Heutiger Gebrauch der badischen Flagge

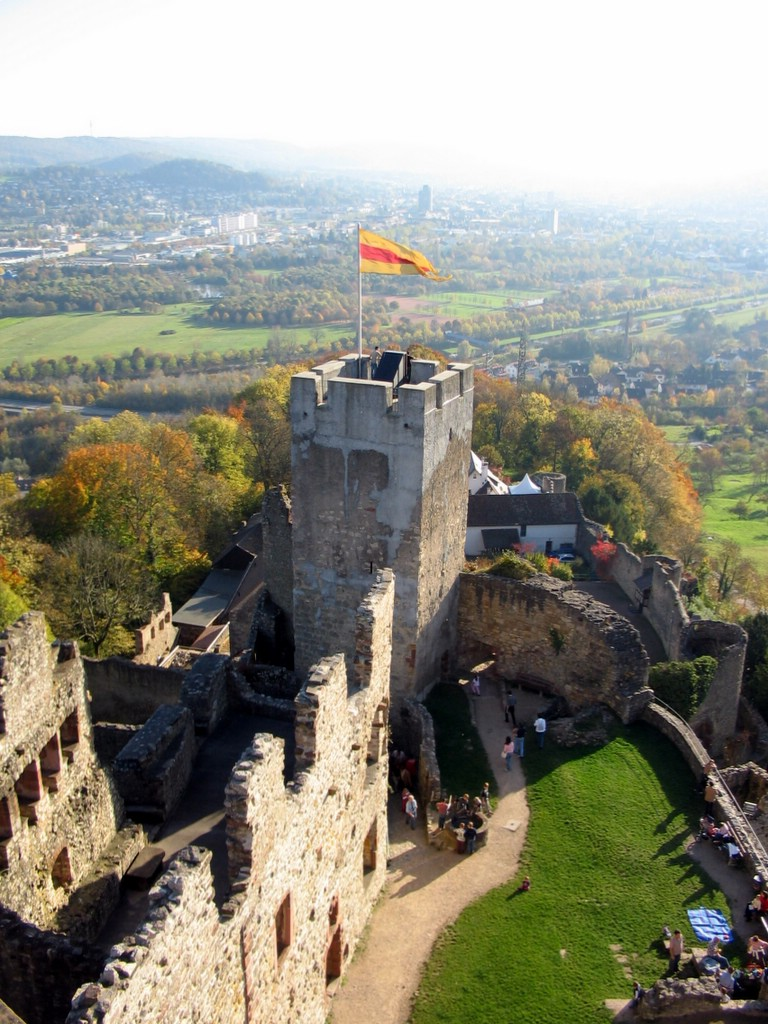
Die badische Flagge auf Burg Rötteln in Lörrach

Die Flagge ist heute noch häufig in der Region Baden zu sehen.
Die badischen Landesfarben sind meist Bestandteil der Vereinsembleme der badischen Sportbünde (z. B. Badischer Turner-Bund, Badischer Fußballverband) und wird auch bei Festen lokaler Vereine gezeigt. Sie ist auch bei den Spielen des Karlsruher SC und des SC Freiburg präsent.
Außerdem haben viele Privatpersonen eine badische Flagge, die sie an ihrem Haus oder Gartengrundstück aufziehen, um damit ihre regionale Verbundenheit zu zeigen.

### Badischer Flaggenstreit 2018
Das im Karlsruher Schloss beheimatete Badische Landesmuseum richtete zum 170-jährigen Jubiläum der badischen Revolution von 1848/49 eine Ausstellung aus. Zu Werbezwecken wurde hierfür im Frühjahr 2018 auf dem Turm des Schlosses eine rote Fahne, wie sie damals die radikalen Republikaner verwendeten, gehisst. Ein Karlsruher Bürger protestierte hiergegen bei den Landesbehörden in Stuttgart. Das Staatsministerium in Stuttgart wies die Museumsleitung auf die damals gültige Verwaltungsvorschrift des Staatsministeriums zur Beflaggung der Dienstgebäude hin, die nur eine Beflaggung mit der Landesflagge, der Bundesflagge und der Europaflagge gestattete. Nun hatte man aber seit dem Jubiläum der Karlsruher Stadtgründung 2015 auf dem Schloss auch die Flagge des ehemaligen Großherzogtums Baden gehisst, was durch die Verwaltungsvorschrift ebenfalls nicht gedeckt war. Der Museumsleiter, Eckart Köhne, ließ also die rote und die badische Flagge entfernen und die schwarz-gelbe Landesflagge aufziehen. Dies wiederum gefiel vielen Karlsruher Bürgern nicht, was sie in einer online-Petition zum Ausdruck brachten. Auch der Karlsruher Oberbürgermeister Frank Mentrup empfand, die Einmischung des Stuttgarter Staatsministeriums sei ein „kleinlicher Akt mangelnder Souveränität“. Die unaufgeregte Reaktion des Landesvereins Badische Heimat zeigte, dass es keine ernsthaften Konflikte zwischen den beiden historischen Landeshälften mehr gibt.
Der baden-württembergische Ministerpräsident Winfried Kretschmann entschärfte die Debatte rasch durch eine Ausnahmeerlaubnis und stellte überdies eine Überarbeitung der Verwaltungsvorschrift in Aussicht. Die Verwaltungsvorschrift des Staatsministeriums zur Beflaggung der Dienstgebäude in der Fassung vom 17. November 2020 sieht nun vor: „1.6.2 Kulturell genutzte Dienstgebäude des Landes sind berechtigt, im Rahmen hauseigener Kunst- und Kulturveranstaltungen Fahnen auf dem Dach zu Werbezwecken zu setzen, sofern diese im Zusammenhang mit der hauseigenen Kunst- und Kulturveranstaltung stehen.“